# 황금 깃털
《황금 깃털》은 MBC에서 1997년 1월 6일과 1997년 1월 7일에 방영된 신년 특집 드라마이다.

## 기획 의도
명예퇴직으로 이 사회에서 강제 퇴장당한 박준구라는 50대 중년의 실종 사건으로 드라마는 시작된다. 그의 지난 1년을 추적해 이 시대의 '아버지'란 어떤 위치에 있는가를 조명하고, 아울러 시대도 세대도 흔들어 놓을 수 없는 사랑과 화합의 가족상을 제시한 드라마.

## 줄거리
박준구는 어머니, 아내와 삼남매 등 가족들이 저마다 불만을 털어놓는데 지쳐 고향 통영의 바닷가로 여행을 떠난다. 일류대에 합격한 막내딸은 아버지를 찾아 나서지만 어디에서도 찾을 길이 없다.

## 등장 인물
- 백일섭 : 박준구 역
- 안해숙
- 정재곤
- 홍채훈
- 박성희
- 정혜선
- 허윤정
- 김복희
- 정해권
- 김정하
- 박광남